# Чеслав Тульє
Чеслав Тульє (пол. Czesław Thullie, 12 січня 1888, Львів — 20 червня 1976, Катовиці) — архітектор, історик архітектури.

## Біографія
Народився 12 січня 1888 року у Львові в родині інженера, професора і ректора Львівської політехніки Максимільяна Тульє. 1911 року закінчив архітектурний факультет Львівської політехніки. Роком пізніше захистив докторську дисертацію «Ренесансні костели у Львові». Закінчив факультет живопису в Мюнхені і приватну школу львівських живописців Батовського і Братковського. У Львові співпрацював з Ігнатієм Кендзерським та Адамом Опольським. Працював у Галицькому намісництві, а пізніше у воєводському управлінні у Львові і Тернополі. Професор факультету декоративного мистецтва Промислової школи у Львові (1924—1939). Викладав у ліцеї в Криниці. Професор Інституту пластичних мистецтв у Кракові. Член підкомісії архітектури та урбаністики Польської академії наук у Кракові. Від 1924 року був членом львівського Політехнічного товариства. Того ж 1924 року обраний до складу правління товариства, де виконував функцію секретаря. Автор праць з історії архітектури. У Львові у 1920—1930-х роках проживав на вулиці св. Марка, 4 (нинішня вулиця Кобилянської).
Від 1945 року проживав у Катовицях. Тоді ж узяв участь в організації Шльонської політехніки у Гливицях. 1946 іменований професором надзвичайним Кафедри архітектурних форм, згодом став професором звичайним і до виходу на пенсію очолював Кафедру промислової архітектури. Від 1949 року паралельно очолював Відділ архітектури на будівельному факультеті. У 1959—1960 роках організував і очолив вечірні магістерські курси для студентів ліквідованого Відділу архітектури Шльонської політехніки. Викладав у будівельній школі в Битомі. Займався проектною і реставраційною діяльністю. Опублікував дві монографії і низку статей, присвячених історії польської архітектури і реставрації пам'яток. Від 1951 року був речознавцем у справах відбудови пам'яток у катовицькому Містопроєкті. Згодом член Ради реставраторів Катовиць і Ополя. Відзначений Кавалерським хрестом Ордену Відродження Польщі. Помер 20 червня 1976 року в Катовицях.
Роботи
- Гімназія в Ходорові (1926).[6]
- Початкова школа у Львові (1926).[2]
- VIII гімназія у Львові (1924—1927).[2]
- Каплиця у стилі функціоналізму при монастирі святого Йосипа у Львові на вулиці Лисенка (1927).[7]
- Житлові будинки державних службовців у Тернополі (1929).[6]
- Костел у Гребенові (1933).[6]
- Надгробки на Личаківському цвинтарі.[2]
- Реконструкція житлових будинків в Ополі.[2]

Друковані праці
- O kościołach lwowskich z czasów odrodzenia. — Lwów: Księgarnia Gubrynowicza i Syna, 1913.
- Jak wyglądaly domy w dawnych miastach polskich. — Lwów: Księgarnia Gubrynowicza i Syna, 1914.
- O pałacu w Obroszynie. — 1924.
- Formy stylowe zabytków polskiego budownictwa // Czasopismo Techniczne. — 1927. — № 11, 12.
- Budownictwo starosłowiańskie // Czasopismo Techniczne. — 1929. — № 10, а також Budowniczy. — 1929. — № 6.
- Cechy obronne zabytków polskiego budownictwa. — Lwów: [b. w.], 1934.
- Zabytkowe śródmieście Gliwic w układzie przestrzennym Górnośląskiego Okręgu Przemysłowego // Ochrona Zabytków. — 1954. — № 2 (25) (у співавторстві).
- Zabytki architektoniczne Ziemi Śląskiej na tle rozwoju architektury w Polsce. — Katowice : Śląsk, 1965.
- Zabytki architektoniczne województw katowickiego i opolskiego. — Katowice : Śląsk, 1969.
- Widoki polskich miast i zabytków architektonicznych ze zbiorów graficznych Biblioteki Pawlikowskich we Lwowie. Szkicownik prof. Czesława Thullie / oprac. i red. Andrzej Majdowski. — Warszawa: Neriton, 1994.